# Douglas Dolphin
El Douglas Dolphin (en inglés: delfín) fue un hidrocanoa anfibio estadounidense, construido por Douglas en los años 30 del siglo XX. Aunque solo fueron construidas 58 unidades, prestaron servicio en una amplia variedad de cometidos: "yate" privado, avión de pasajeros, transporte militar, y búsqueda y rescate.

## Diseño y desarrollo
El Dolphin se originó en 1930 como el Sinbad, un hidrocanoa puro, sin ruedas. El Sinbad pretendía ser un lujoso yate volante. Impávido ante la falta de demanda, Douglas mejoró el Sinbad en 1931, pasando a ser anfibio, con lo que podía aterrizar en tierra o amerizar en el agua. El avión mejorado fue denominado Dolphin, aunque esto no representó el final del desarrollo; se hicieron muchas mejoras en detalle, incluyendo el aumento de la longitud en más de un pie y varios cambios en el empenaje, góndolas motoras y alas. La Gran Depresión había reducido la demanda de algo tan extravagante como un "yate volante", pero Douglas consiguió el interés de la Guardia Costera de los Estados Unidos, que no solo compró el Sinbad, sino que también adquirió 12 Dolphin.

## Historia operacional

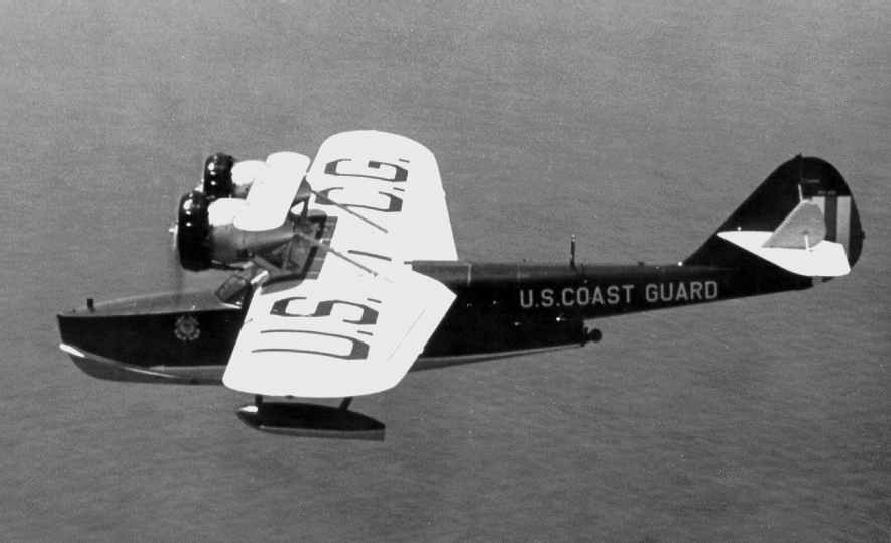
Un RD-1 de Guardia Costera de los Estados Unidos

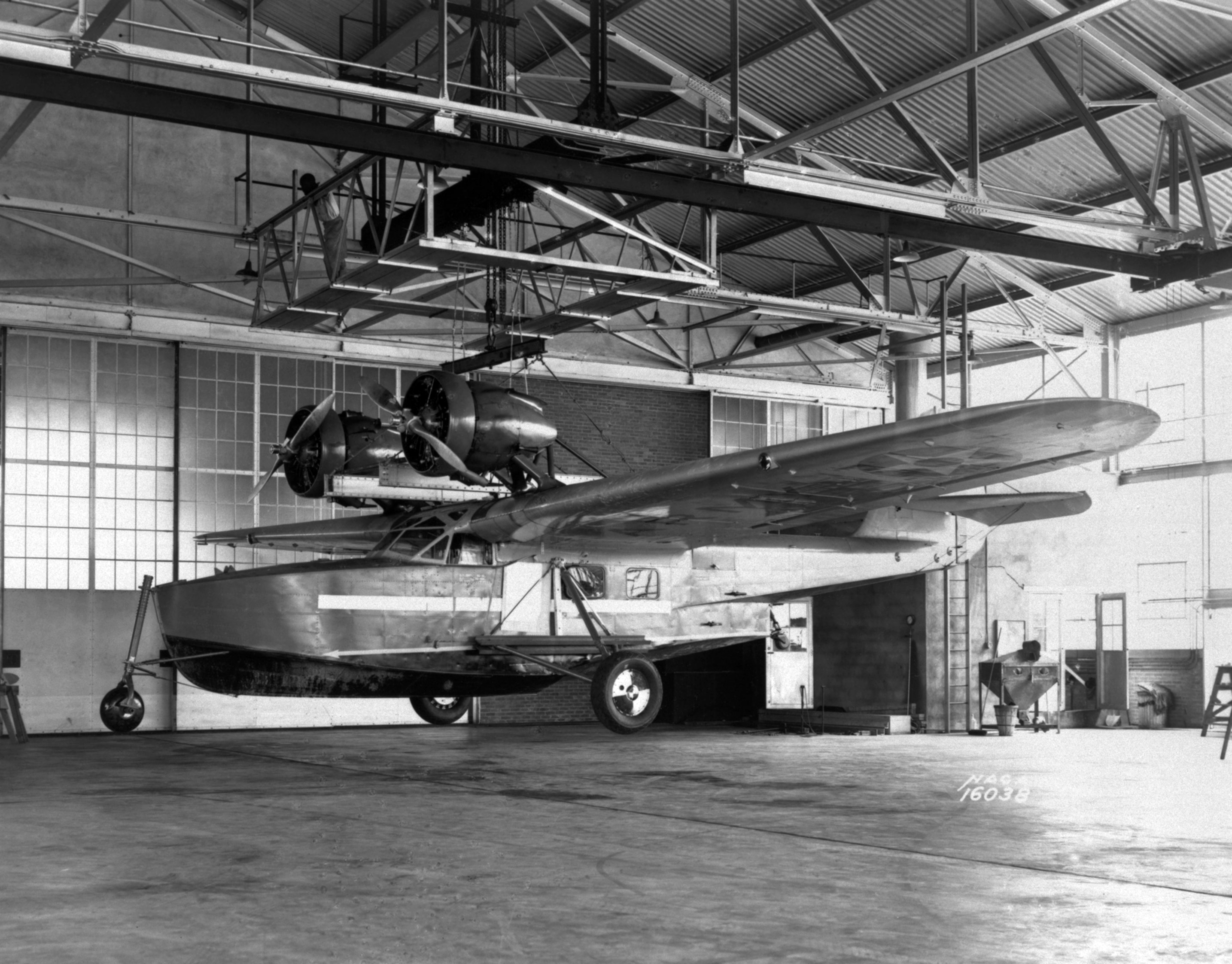
Douglas OA-4A con tren de aterrizaje triciclo en Langley.

Los dos primeros, conocidos como Model 1, fueron comprados por Wilmington-Catalina Airlines para transportar pasajeros entre Los Ángeles y la isla de Santa Catalina, convirtiéndose en los primeros aviones de pasajeros exitosos de Douglas. Los ejemplares siguientes fueron ordenados por la Armada de los Estados Unidos y por la Guardia Costera para usarlos como transportes y aviones de búsqueda y rescate. El Cuerpo Aéreo del Ejército de los Estados Unidos ordenó varios, bajo las designaciones C-21, C-26 y C-29. Muchos fueron realmente ordenados para su propósito original como transportes de lujo. Entre los propietarios se incluían William Boeing, el fundador de la Boeing Company, y Philip K. Wrigley, el hijo del fundador de la Wm. Wrigley Jr. Company. William K. Vanderbilt compró dos con interiores personalizados para usarlos desde el yate Alva, como embarcaciones auxiliares volantes.
Uno fue producido para la Armada de los Estados Unidos como transporte para el Presidente Franklin D. Roosevelt. Aunque nunca fue usado por Roosevelt, éste fue el primer avión adquirido para proporcionar transporte al Presidente de los Estados Unidos.
En 1933, amerizando en mares bravos, los RD-4 de la USCG acometieron varios rescates de marinos mercantes en el mar, hazañas que originaron espectaculares reportajes periodísticos, cautivando al público estadounidense.

## Variantes

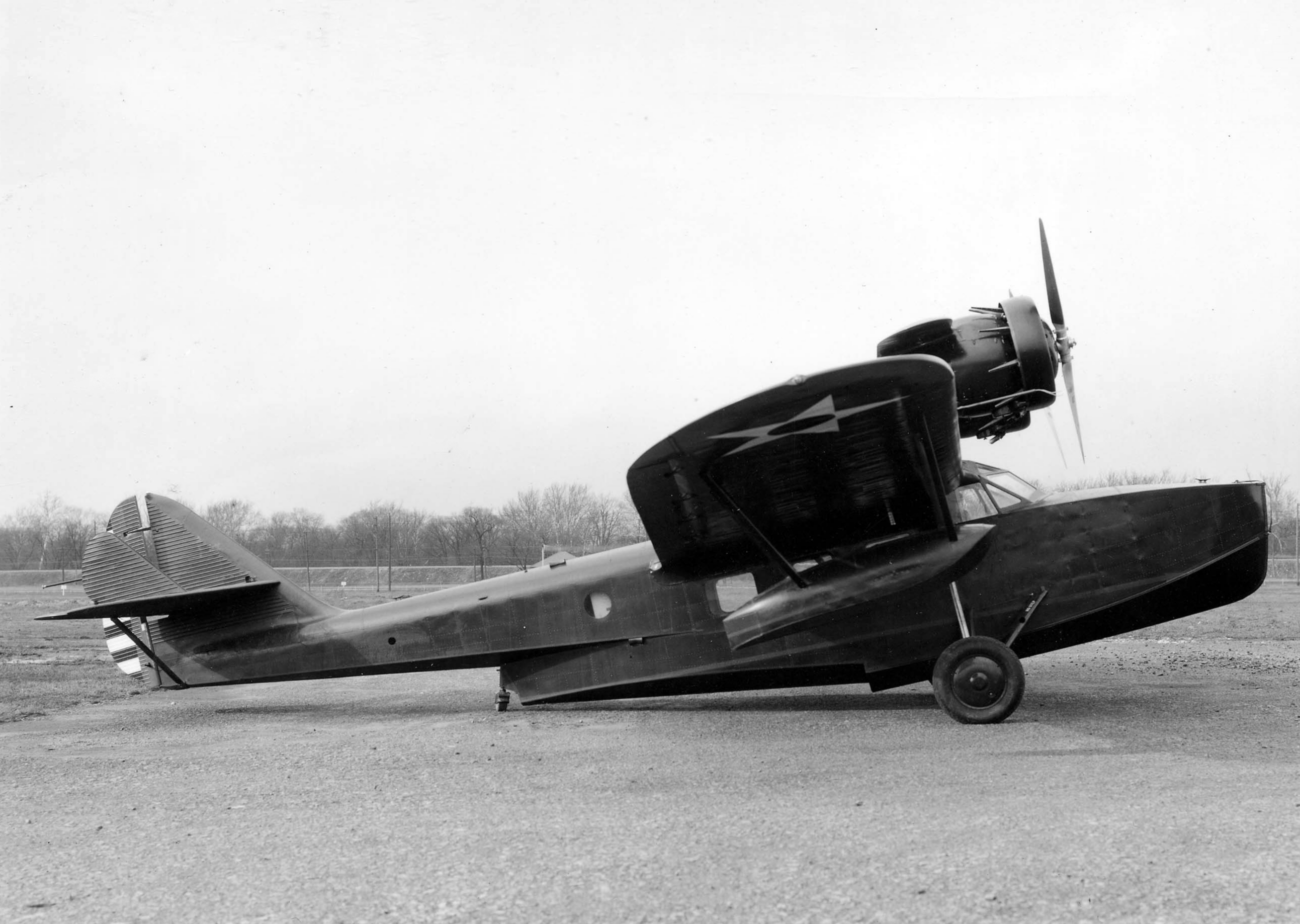
Un Y1C-21.

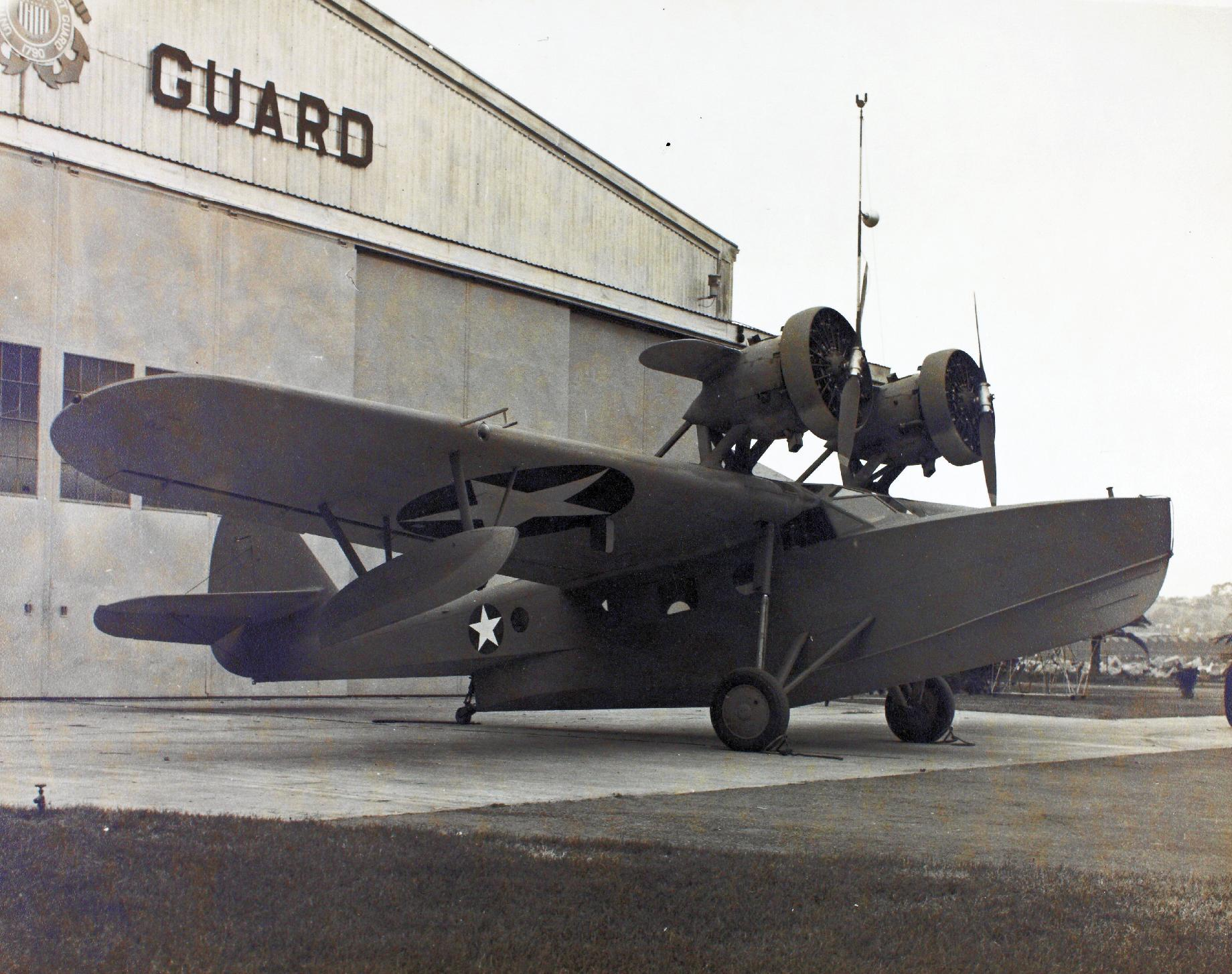
Un RD-4 en la Segunda Guerra Mundial.

Datos de:McDonnell Douglas Aircraft since 1920 Vol.1
Douglas Sinbad
El prototipo original, construido como hidrocanoa, pretendía ser un lujoso yate volante, primer vuelo en julio de 1930. No se recibieron órdenes para el Sinbad, que fue finalmente comprado por la Guardia Costera de los Estados Unidos.
Dolphin Model 1
Los dos primeros Dolphin fueron construidos para la Wilmington-Catalina Airline Ltd. como aviones de pasajeros de seis asientos.
Dolphin Model 1 Special
Los Model 1 redesignados después de una modificación realizada para acomodar a ocho pasajeros.
Dolphin Model 3
El tercer Dolphin comercial construido como transporte de lujo, bautizado Lesgo, con asientos para dos tripulantes y cuatro pasajeros, para Powel Crosley Jr., equipado con 2 motores Pratt & Whitney Wasp Junior A de 224 kW (300 hp). Más tarde requisado por la RAAF como A35-3.
Dolphin 113
Un avión, bautizado Jade Blanc V, para el fabricante de ropa francés Armand Esders (que también poseyó un Bugatti Royale), similar al RD-4, equipado con 2 motores Pratt & Whitney R-1340-S1H1 Wasp de 410 kW (550 hp).
Dolphin 114
Un solo Dolphin construido para Philip K. Wrigley, equipado con 2 motores Pratt & Whitney Wasp SC1 de 336 kW (450 hp).
Dolphin 116
Un avión para la Armada Argentina, equipado con 2 P&W R-1340-96 de 336 kW (450 hp).
Dolphin 117
Un avión, inicialmente bautizado Rover, comprado por William E. Boeing, que acabó prestando servicio en la CAA (precursora de la Administración Federal de Aviación actual). Único ejemplar superviviente, está pintado con los colores de la USCG.
Dolphin 119
Dos aviones construidos para A.G. Vanderbilt II y W.K. Vanderbilt II y operados desde el yate Alva. Uno de los dos (se desconoce cuál) se unió a la RAAF como A35-2.
Dolphin 129
Dos aviones ordenados por Pan American Airways para su filial (en aquel tiempo) China National Aviation Corporation, equipados con 2 motores Pratt & Whitney Wasp S3D1 de 336 kW (450 hp). Uno se estrelló con mar gruesa y el otro fue destruido durante o poco después de la invasión japonesa de China.
Dolphin 136
Un solo Dolphin, equipado con 2 motores Pratt & Whitney Wasp Junior SB de 336 kW (450 hp), ordenados por Standard Oil y más tarde requisado por la RAAF como A35-1.
FP-1
Varios aviones C-21 se prestaron al Departamento del Tesoro de los Estados Unidos para realizar patrullas fronterizas durante la Ley Seca.
FP-2
Los dos Y1C-26 Dolphin durante una breve agregación al Departamento del Tesoro de los Estados Unidos.
FP-2A
Designación usada por los Y1C-26A que fueron agregados al Departamento del Tesoro de los Estados Unidos.
FP-2B
Los dos C-29, cuando fueron usados por el Departamento del Tesoro de los Estados Unidos.
RD-1
Un avión, equipado con 2 motores radiales Wright R-975E de 324 kW (435 hp), operados por la Armada de los Estados Unidos.
RD-2
Cuatro aviones Dolphin de dos tipos distintos. Un avión, similar al Y1C-21 y equipado con 2 motores Pratt & Whitney R-1340-10 de 373 kW (500 hp), para la Guardia Costera de Estados Unidos. Dos fueron transportes VIP de personal de la Armada de los Estados Unidos, similares al Y1C-26, equipados con 2 motores Pratt & Whitney R-1340-96 de 336 kW (450 hp). El avión final fue completado para la Armada de los Estados Unidos como el primer avión presidencial, para Franklin D. Roosevelt, equipado inicialmente con 2 motores Pratt & Whitney R-1340-1 de 306 kW (410 hp) y más tarde con 2 motores Pratt & Whitney R-1340-10 de 373 kW (500 hp), con cinco asientos, aunque no hay constancia de que fuera utilizado por el presidente.
RD-3
Una versión de transporte utilitario del RD-2, seis de los cuales fueron construidos para la Armada de los Estados Unidos, equipados con 2 motores Pratt & Whitney R-1340-4 de 373 kW (500 hp) o con 2 Pratt & Whitney R-1340-96 de 373 kW (500 hp).
RD-4
Diez aviones para la Guardia Costera de Estados Unidos, equipados con 2 motores Pratt & Whitney Wasp C1 de 313 kW (420 hp).
OA-3
Redesignación de los aviones C-21.
OA-4
Redesignación de los aviones C-26.
OA-4A
Redesignación de los aviones Y1C-26A.
OA-4B
Redesignación de los aviones C-26B, uno de los cuales estuvo equipado con un tren de aterrizaje triciclo fijo experimental.
OA-4C
Cuatro aviones OA-4A y un OA-4B modernizados en 1936.
Y1C-21
Ocho aviones para el USAAC, similares al RD-1 de la Armada, equipados con 2 motores Wright R-975-3 de 261 kW (350 hp).
Y1C-26
Dos aviones para el USAAC con dimensiones, área de cola y capacidad de combustible aumentadas (de 681 l a 908 l). Equipado con 2 motores Pratt & Whitney R-985-1 de 224 kW (300 hp).
Y1C-26A
Ocho aviones para el USAAC difiriendo del Y1C-26 solo en detalles menores.
C-21
Redesignación de los aviones Y1C-21.
C-26
Redesignación de los aviones Y1C-26.
C-26A
Redesignación de los aviones Y1C-26A.
C-26B
Cuatro aviones equipados con 2 motores Pratt & Whitney R-985-9 de 298 kW (400 hp).
C-29
Dos Dolphin, equipados con 2 motores Pratt & Whitney R-1340-29 de 410 kW (550 hp); eran esencialmente similares a los Y1C-26A.

## Operadores militares
Argentina
- Armada Argentina

 Australia
- Real Fuerza Aérea Australiana

 Estados Unidos

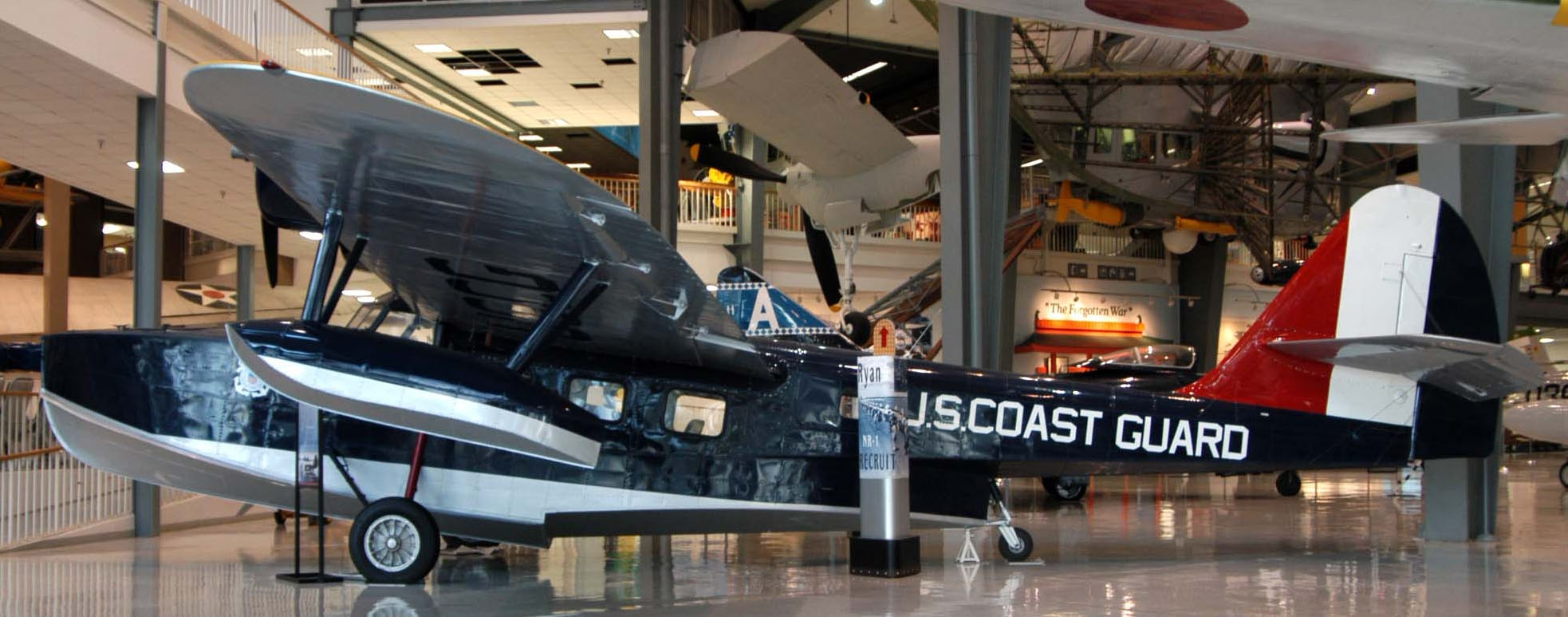
El único Douglas Dolphin superviviente, en el National Museum of Naval Aviation.

- Cuerpo Aéreo del Ejército de los Estados Unidos
- Fuerza Aérea de los Estados Unidos
- Guardia Costera de los Estados Unidos
- Cuerpo de Marines de los Estados Unidos
- Armada de los Estados Unidos

## Especificaciones (RD-3 Dolphin)
Referencia datos: McDonnell Douglas Aircraft since 1920, Vol. 1

### Características generales
- Tripulación: Dos
- Capacidad: Seis pasajeros
- Longitud: 13,8 m (45,3 ft)
- Envergadura: 18,3 m (60 ft)
- Altura: 4,6 m (15,2 ft)
- Superficie alar: 55 m² (592 ft²)
- Peso vacío: 3070 kg (6766,3 lb)
- Peso cargado: 4420 kg (9741,7 lb)
- Planta motriz: 2× motor radial de 9 cilindros refrigerado por aire Pratt & Whitney R-1340-4 Wasp.
  - Potencia: 373 kW (514 HP; 507 CV) cada uno.

### Rendimiento
- Velocidad máxima operativa (Vno): 239 km/h (149 MPH; 129 kt) a nivel del mar
- Velocidad crucero (Vc): 168 km/h (104 MPH; 91 kt)
- Alcance: 1113 km (601 nmi; 692 mi)
- Techo de vuelo: 4602 m (15 098 ft)
- Potencia/peso: 0,204 kW/kg

## Aeronaves relacionadas

### Aeronaves similares
- Hopfner HA-11/33
- General Aviation PJ
- Grumman Goose
- Saro Cloud
- Saro Cutty Sark

### Secuencias de designación
- Aviones comerciales de Douglas: Dolphin - DC-1 - DC-2 - DC-3 - DC-4 - DC-4E - DC-5 - DC-6 - DC-7 - DC-8 - DC-9 - DC-10
- Secuencia R_D (Aviones de Transporte de la Armada estadounidense, 1931-1962 (Douglas, 1922-1962)): RD - R2D - R3D - R4D →
- Secuencia OA-_ (Aviones Anfibios de Observación del USAAC/USAAF, 1924-1947): OA-1 - OA-2 - OA-3 - OA-4 - OA-5 - OA-6 - OA-7 - OA-8 - OA-9 - OA-10 →
- Secuencia C-_ (Aviones de Carga del USAAC/USAAF/USAF, 1924-1962): ← C-18 - C-19 - C-20 - C-21 - C-22 - C-23 - C-24 - C-25 - C-26 - C-27 - C-28 - C-29 - C-30 - C-31 - C-32 →